# Scanorhynchus limophilus
Scanorhynchus limophilus är en plattmaskart som beskrevs av Tor Karling 1955. Scanorhynchus limophilus ingår i släktet Scanorhynchus och familjen Polycystididae. Arten är reproducerande i Sverige. Inga underarter finns listade i Catalogue of Life.